# Д.С.П.Г.
«Д.С.П.Г.» — четвёртый электрический студийный альбом белорусской панк-группы «Дай дарогу!».

## Об альбоме
«Д.С.П.Г.» новый альбом группы «Дай дарогу!» после более чем трёхлетнего перерыва. Прошлый электрический альбом «20 см» вышел в 2004 году. На новом альбоме 19 композиций и ещё три ремикса в качестве бонуса. Несколько песен («Трубка мира», «Нет тебя нигде» и «Вот он я!») ранее уже выходили на акустическом альбоме «Акустика-1» (2005). Бонусные ремиксы сделаны электронным проектом 4Kuba. Этот проект так же возглавляет Юрий Стыльский, лидер «Дай дарогу!». В поддержку альбома было снято четыре видеоклипа (на песни «День-ночь», «Д.С.П.Г.», «Тома» и «Самородок»). В клипе на песню «Самородок» мог принять участие любой желающий фанат группы. Для этого всего лишь нужно было в определённый день приехать на окраину Бреста. Некоторые клипы получили ротацию на российском музыкальном канале A-One, посвящённом альтернативной рок-музыке. Например, VJ Chuck из программы «Свежак» этого канала, говоря о клипе на песню «Тома» отметил, что удивлён, что белорусская провинциальная группа может снимать такие клипы.

## Список композиций
| №                   | Название                   | Длительность |
| ------------------- | -------------------------- | ------------ |
| 1.                  | «Д.С.П.Г.»                 | 3:00         |
| 2.                  | «Пятая палата»             | 2:52         |
| 3.                  | «Вот он я!»                | 2:24         |
| 4.                  | «Тома»                     | 2:34         |
| 5.                  | «По синему»                | 3:02         |
| 6.                  | «Зелёнка»                  | 4:46         |
| 7.                  | «Есть основание»           | 2:50         |
| 8.                  | «Бери, бабка, ружьё»       | 2:31         |
| 9.                  | «Трубка мира»              | 3:19         |
| 10.                 | «Самородок»                | 2:50         |
| 11.                 | «Без пятнадцати четыре»    | 3:05         |
| 12.                 | «День-ночь»                | 2:57         |
| 13.                 | «Я холодный»               | 1:59         |
| 14.                 | «Мария Ивановна»           | 3:32         |
| 15.                 | «Давно такого не было»     | 3:44         |
| 16.                 | «Изнасилование в ухо»      | 3:00         |
| 17.                 | «Нет тебя нигде»           | 3:43         |
| 18.                 | «Перезвоню»                | 4:04         |
| 19.                 | «Любите, вспоминайте»      | 4:24         |
| 20.                 | «Клептоманы» (remix 4Kuba) | 3:37         |
| 21.                 | «Вот он я!» (remix 4Kuba)  | 4:02         |
| 22.                 | «Доля» (remix 4Kuba)       | 4:36         |
| Общая длительность: | Общая длительность:        | 1:12:51      |

## Участники записи
- Юрий Стыльский — вокал, гитара, тексты
- Кирилл Скамьин — бас-гитара
- Олег Федоткин — ударные
- Алексей Томанов (DBColl) — запись, сведение, мастеринг
- Андрей Богданов — запись барабанов
- записано на студии BASEMENT

## Рецензии
Музыкальные критики Дмитрий Безкоровайный и Сергей Будкин похвалили альбом. По мнению Безкоровайного если бы группа «Дай дарогу!» работала в Минске, а не в Бресте, то давно бы уже стала рок-звёздами всебелорусского масштаба. В то же время Будкин назвал «душевным» именно местный брестский колорит, используемый в песнях («вонючие сардины»). Альбом раскритиковал Дмитрий Подберезский, назвавший его «довольно однородной продукцией». В целом критические замечания экспертов сводились к нецензурной лексике, которая в некоторых местах, по их мнению, была лишней и к слишком большому количеству треков для панк-альбома. Итог сайта Experty.by — 6,5 баллов из 10.